# Chiesa di Santa Vittoria (Pietraferrazzana)
La chiesa di Santa Vittoria è la parrocchiale patronale di Pietraferrazzana in provincia di Chieti. Appartiene alla zona pastorale di Atessa dell'arcidiocesi di Chieti-Vasto e risale al XIV secolo.

## Storia

Prospetto laterale destro della chiesa con la parte alta dell'abitato di Pietraferrazzana e sullo sfondo il lago di Bomba.

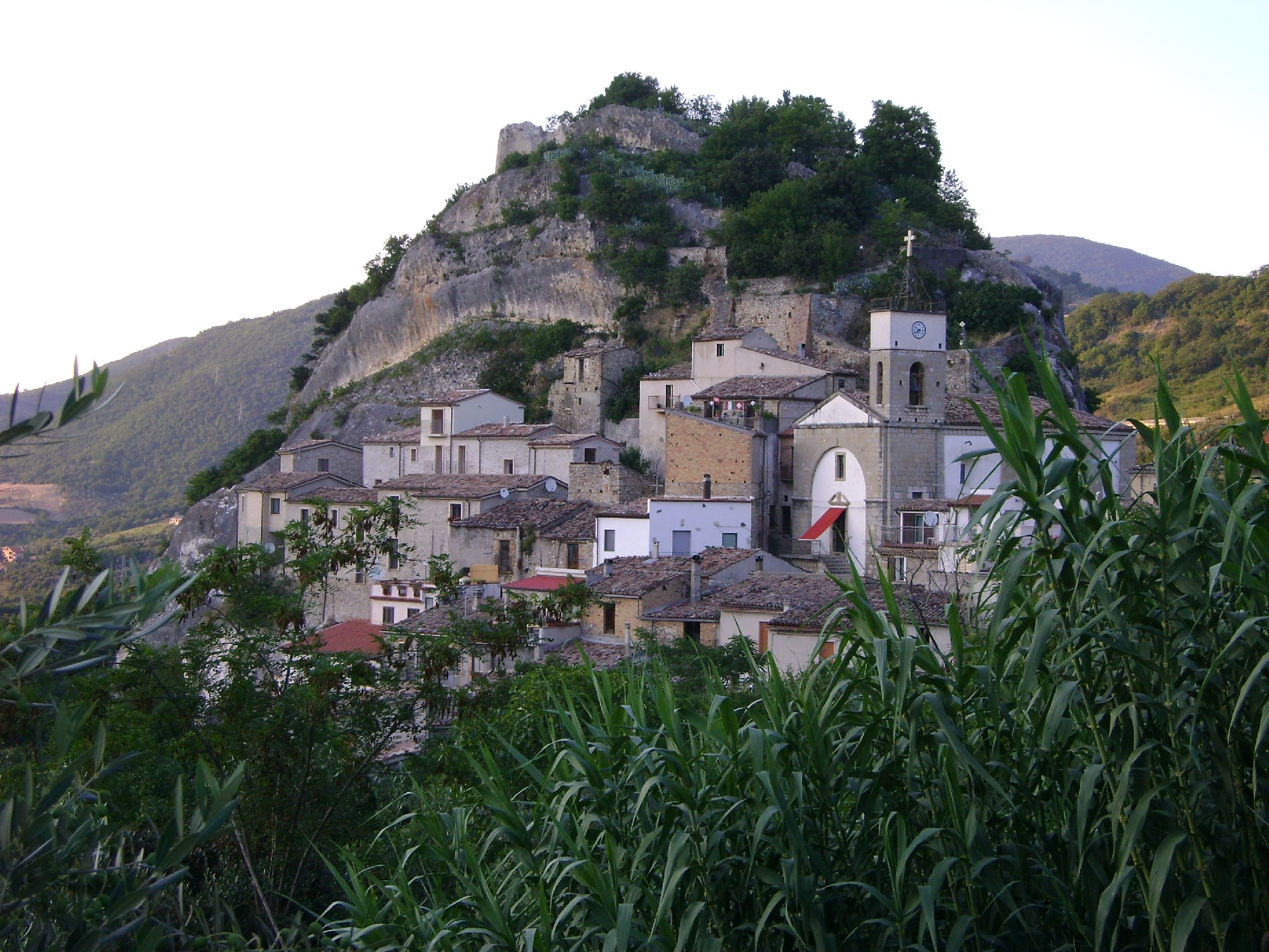
Veduta di Pietraferrazzana con la Pietra che domina l'abitato e la chiesa parrocchiale.

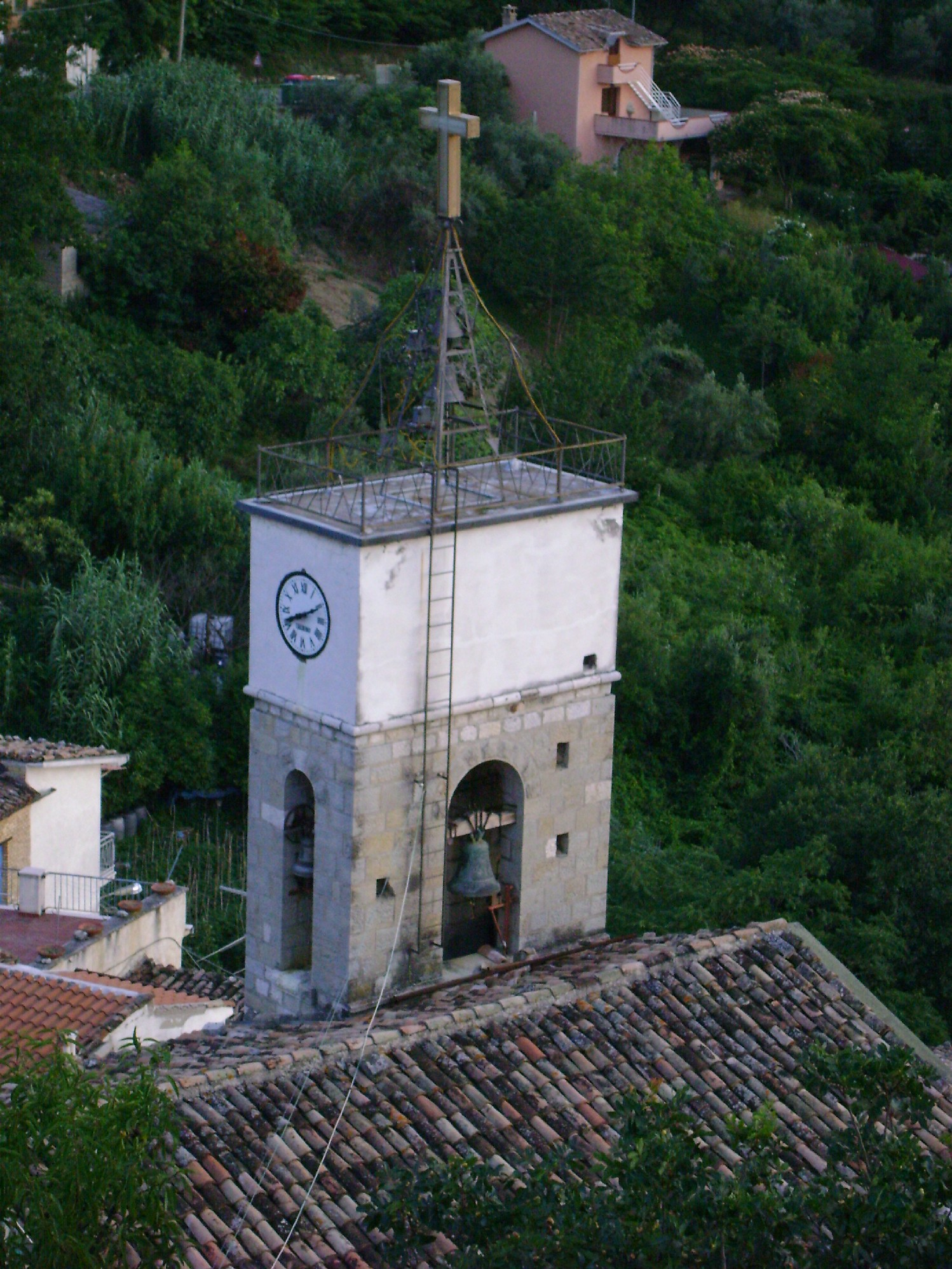
Particolare della torre campanaria.

Il luogo di culto è stato edificato almeno entro il XIV secolo poiché nelle Rationes decimarum risalenti al 1324-1325 c'è la descrizione della chiesa con dedicazione a Santa Vittoria rientrante nella giurisdizione ecclesiastica dell'abbazia di Farfa e che in epoca non precisata passò alla giurisdizione teatina della chiesa di Santa Maria in Basilica.
Durante gli anni novanta fu oggetto di interventi restaurativi e di adattamento alle nuove indicazioni del Concilio Vaticano II. Fu realizzato l'adeguamento liturgico e nel presbiterio fu posto il nuovo altare rivolto al popolo ottenuto con parti dell'altare maggiore storico mentre la conservazione dell'Eucaristia è stata mantenuta nel tabernacolo originale. Vennero realizzate e sistemate le decorazioni a stucco della volta della sala.

## Descrizione

### Esterni
Il luogo di culto si trova in posizione elevata sullo sperone di roccia che domina Pietraferrazzana. La facciata a capanna è caratterizzata dall'arco a tutto sesto nel quale si apre il portale sopra il quale, in asse, si trova la finestra che porta luce alla sala. La torre campanaria è particolare, avendo base rettangolare, si trova nella parte destra della struttura e si eleva direttamente dalla copertura del tetto. La cella si apre con quattro finestre a monofora e sopra è posto l'orologio. La copertura è a terrazzo.

### Interni
La navata interna è unica, con ricche decorazioni a stucco in stile barocco. La copertura interna è con volta a botte e il presbiterio è leggermente elevato.
Le decorazioni in stucco hanno tralci vegetali e geometrici, festoni dipinti a oro, molto elaborato è l'altare maggiore nella nicchia centrale, dove è ospitato il quadro di Santa Vittoria martire, realizzato dal napoletano Ludovico de Majo. De Majo fu attivo in diverse chiese di Chieti e dei centri dell'entroterra chietino, soprattutto nella valle del Sangro, zona di collegamento con Napoli. Le nicchie laterali l'altare maggiore ospitano le statue professionali della Santa è di San Giuseppe col Bambino. 
Presso la volta centrale c'è un dipinto novecentesco di fattura popolare che raffigura la Santa martire con bambine. Ai lati della navata vi sono due nicchie una di fronte l'altra e che ospitano statue settecentesche draffiguranti Sant'Antonio di Padova e la Madonna delle Grazie col Bambino.